# John Halifax, Gentleman
John Halifax, Gentleman é um filme de drama mudo produzido no Reino Unido em 1915, dirigido por George Pearson e com atuações de Fred Paul, Peggy Hyland e Harry Paulo. É uma adaptação do romance John Halifax, Gentleman, de Dinah Craik.

## Elenco
- Fred Paul - John Halifax
- Peggy Hyland - Ursula March
- Harry Paulo - Abel Fletcher
- Lafayette Ranney - Phineas Fletcher
- Charles Bennett - John quando criança
- Edna Maude - Úrsula quando criança
- Queenie Smith
- Bertram Burleigh